# 国道276号

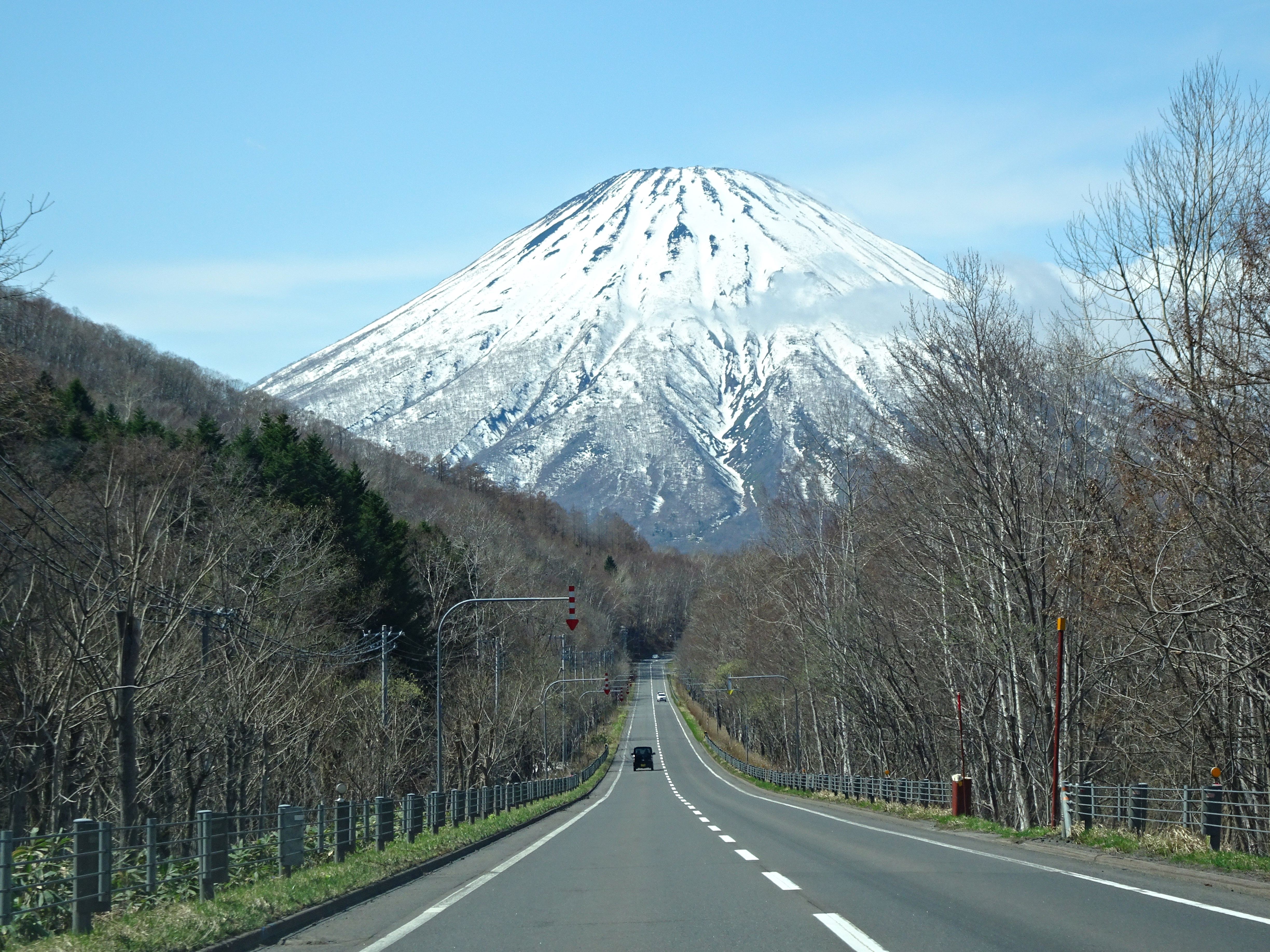
羊蹄山と国道276号（京極町）

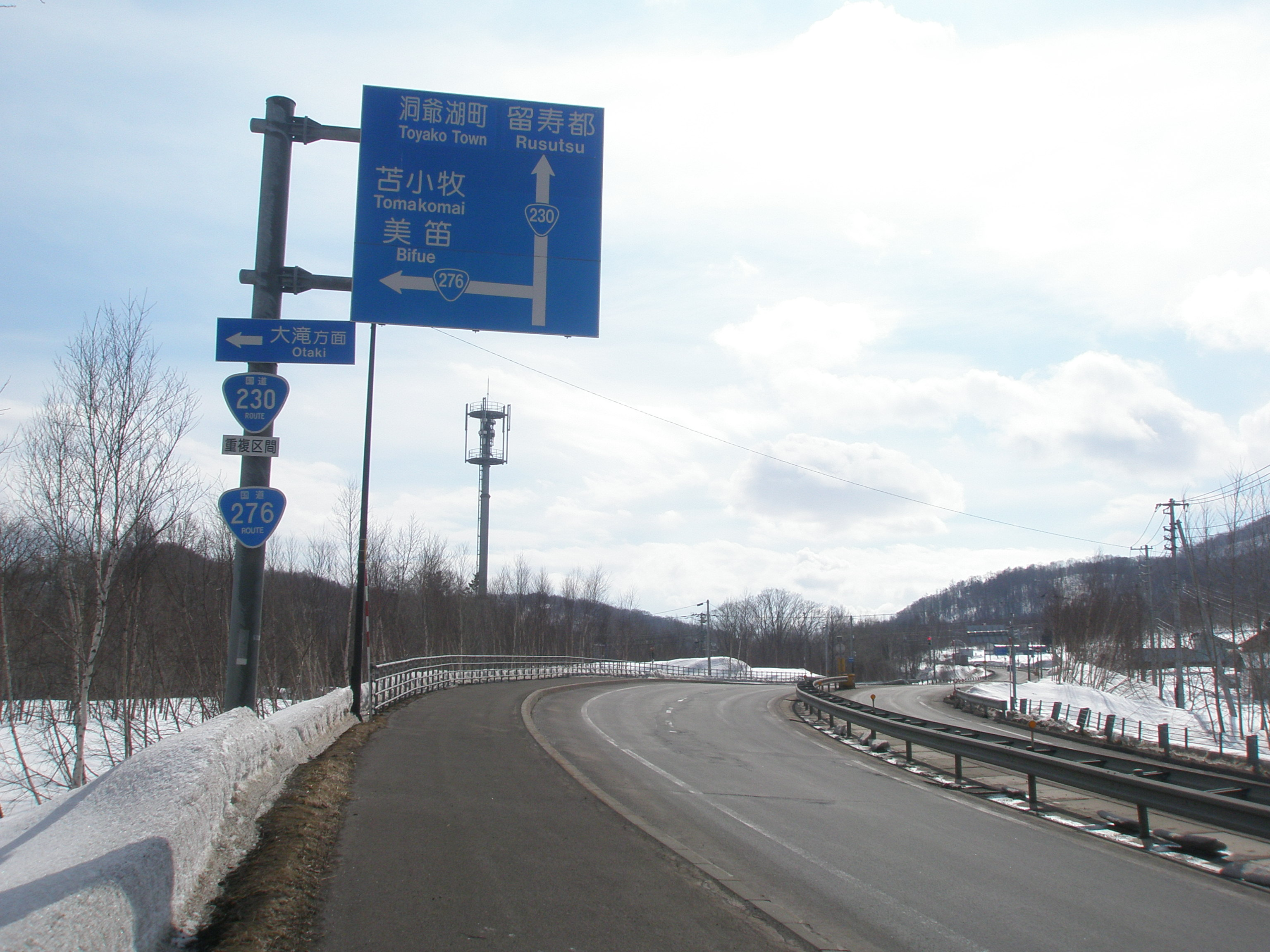
喜茂別町尻別（国道230号重複区間 2019年3月撮影）

国道276号（こくどう276ごう）は、北海道檜山郡江差町から苫小牧市に至る一般国道である。

## 概要
北海道檜山郡江差町から日本海の海岸線沿いに走って岩内郡岩内町を経由し、岩内郡岩内町から内陸部を横断して苫小牧市に到達する全長約325 kmの一般国道の路線。日本海岸に沿う国道229号や内陸の倶知安峠越えの国道5号など、他の国道路線と重複する区間が長く、実延長区間として現れるのは、日本海側の岩内郡岩内町から虻田郡倶知安町・支笏湖を経て太平洋側の苫小牧市まで結ぶ区間である。特に檜山郡江差町 - 岩内郡岩内町間の路線の半分以上にあたる約161 kmの国道229号重複区間は、一般国道の最長重複区間として知られる。

### 路線データ
一般国道の路線を指定する政令に基づく起終点および重要な経過地は次のとおり。
- 起点：北海道檜山郡江差町（字柳崎町186番、国道227号交点、国道277号起点）
- 終点：苫小牧市（新中野町3丁目2番5、国道36号交点）
- 重要な経過地：北海道爾志郡熊石町[注釈 2]、同道瀬棚郡北檜山町[注釈 3]、同道寿都郡寿都町、同道岩内郡岩内町、同郡共和町、同道虻田郡倶知安町、同郡喜茂別町、同道有珠郡大滝村[注釈 4]、千歳市（美笛）
- 総延長 : 324.8 km（重用延長を含む）[3][注釈 5]
- 重用延長 : 206.6 km[3][注釈 5]
- 未供用延長 : なし[3][注釈 5]
- 実延長 : 118.2 km[3][注釈 5]
  - 現道 : 109.0 km[3][注釈 5]
  - 旧道 : 9.2 km[3][注釈 5]
  - 新道 : なし[3][注釈 5]
- 指定区間：全線[4]

### 所管
- 国道229号との重複区間は省略
- 小樽開発建設部
  - 岩内道路事務所：岩内町万代（壁坂交点） - 共和町・倶知安町界
  - 倶知安道路事務所：共和町・倶知安町界 - 喜茂別町広島橋喜茂別町側入口
- 室蘭開発建設部
  - 有珠復旧事務所：喜茂別町広島橋喜茂別町側入口 - 千歳市美笛滝笛トンネル千歳市側坑口
- 札幌開発建設部
  - 千歳道路事務所：千歳市美笛滝笛トンネル千歳市側坑口 - 苫小牧市丸山（丸山交点）
- 室蘭開発建設部
  - 苫小牧道路事務所：苫小牧市丸山（丸山交点） - 苫小牧市新中野町3丁目（元中野町3終点）

## 歴史
- 1954年（昭和29年）3月30日 - 北海道道10号倶知安喜茂別線（北海道虻田郡倶知安町 - 北海道虻田郡喜茂別町）、北海道道68号苫小牧支笏湖線（北海道苫小牧市 - 北海道千歳郡千歳町支笏湖畔）、北海道道20号岩内小沢線（北海道岩内郡岩内町 - 北海道岩内郡小沢村）
- 1957年（昭和32年）7月25日 - 北海道道203号白老喜茂別線（北海道白老郡白老町 - 北海道虻田郡喜茂別町）
- 1965年（昭和40年）4月1日 - 北海道道513号洞爺湖支笏湖線（北海道有珠郡壮瞥町洞爺湖 - 千歳市支笏湖畔）
- 1970年（昭和45年）4月1日 - 一般国道276号（北海道虻田郡倶知安町 - 北海道苫小牧市）
- 1993年（平成5年）4月1日 - 一般国道276号（北海道檜山郡江差町 - 北海道苫小牧市）
- 2022年（令和4年）4月17日 - 千歳市美笛で不安定岩塊による岩盤崩壊のおそれのため、美笛峠付近の伊達市大滝区三階滝町 - 千歳市美笛間延長10.3 kmがこの日より通行止めとなった[5]。なお、通行止めは岩塊の除去が予定より早く終了した事で同年7月14日に片側交互通行へ移行し[6][7]、同年8月5日に片側交互通行規制が解除された[8]。

## 路線状況

### 別名
- 尻別国道
- 大滝道路
- 支笏国道
- 樽前国道

### バイパス・改良事業など
- 岩内共和道路（共和町梨野舞納 - 共和町国富、延長7.6 km）

### 重複区間
- 国道229号（檜山郡江差町柳崎町（起点） - 岩内郡岩内町万代・壁坂交差点[注釈 6]）
- 国道5号（岩内郡共和町国富・国富交差点 - 虻田郡倶知安町北4条東1丁目・北3西1、北4東1交差点）
- 国道230号（虻田郡喜茂別町相川・公園前交点 - 虻田郡喜茂別町尻別・尻別交点）
- 国道453号（伊達市大滝区三階滝町・三階滝町交点 - 苫小牧市丸山・丸山交点）

### 道路施設

#### トンネル
- 滝笛トンネル（1,545m）
- 美笛トンネル（335m）
- 支笏トンネル（995m）

#### 道の駅
（国道229号との重複区間は省略）
- 胆振総合振興局
  - フォーレスト276大滝（伊達市）[注釈 7]

## 地理

### 通過する自治体
- 北海道
  - 檜山振興局
    - 檜山郡江差町 - 爾志郡乙部町

  - 渡島総合振興局
    - 二海郡八雲町

  - 檜山振興局
    - 久遠郡せたな町

  - 後志総合振興局
    - 島牧郡島牧村 - 寿都郡寿都町 - 寿都郡黒松内町 - 寿都郡寿都町 - 磯谷郡蘭越町 - 岩内郡岩内町 - 岩内郡共和町 - 虻田郡倶知安町 - 虻田郡京極町 - 虻田郡喜茂別町

  - 胆振総合振興局
    - 伊達市

  - 石狩振興局
    - 千歳市

  - 胆振総合振興局
    - 苫小牧市

### 交差する道路
檜山振興局
檜山郡江差町
- 国道227号 : 柳崎町（起点）

（国道229号との重複区間は省略）
後志総合振興局
岩内郡岩内町
- 国道229号・北海道道270号岩内港線 : 万代（壁坂交点）

岩内郡共和町
- 北海道道877号学田前田線 : 前田
- 北海道道1174号発足前田線 : 前田
- 北海道道269号蕨岱国富停車場線 : 幌似
- 国道5号 : 国富（国富交点）

（国道5号との重複区間は省略）
虻田郡倶知安町
- 国道5号 : 北4条東1丁目（北3西1・北4東1交点）
- 国道393号 : 北4条東9丁目（北3東10・北4東9交点）

虻田郡京極町
- 北海道道95号京極定山渓線 : 春日
- 北海道道821号京極停車場線 : 京極
- 北海道道478号京極倶知安線・北海道道784号黒橋京極線 : 京極
- 北海道道97号豊浦京極線 : 京極

虻田郡喜茂別町
- 北海道道257号留寿都喜茂別線 : 比羅岡
- 北海道道257号留寿都喜茂別線 : 比羅岡
- 国道230号 : 相川（公園前交点）

（国道230号との重複区間は省略）
- 国道230号 : 尻別（尻別交点）
- 北海道道695号清原喜茂別線 : 鈴川

胆振総合振興局
伊達市
- 北海道道695号清原喜茂別線 : 大滝区清原
- 国道453号 : 大滝区三階滝町（三階滝町交点）

石狩振興局
千歳市
- 北海道道1045号千歳白老線 : 美笛（※未開通）
- 北海道道78号支笏湖線 : 支寒内
- 北海道道141号樽前錦岡線 : モラップ

胆振総合振興局
苫小牧市
- 国道453号 : 丸山（丸山交点）
- 北海道道1179号苫小牧中央インター線 高丘
- 北海道道781号苫小牧環状線 : 泉町2丁目（高丘交点）
- 北海道道781号苫小牧環状線 : 住吉町2丁目（住吉町2-7交点）
- 国道36号 : 新中野町3丁目（元中野町3、終点）

### 峠
- 美笛峠
- 広島峠